# Außenwirkungsfinalität
Unter Außenwirkungsfinalität wird die Eigenschaft einer Regelung (d. h. Anordnung einer Rechtsfolge für einen Tatbestand) bezeichnet, wenn die Regelung auf Außenwirkung abzielt. Der eine Regelung mit Außenwirkungsfinalität hervorbringende Regelungsakt wird Außenrechtsakt (im Gegensatz zum Innenrechtsakt genannt). 
Die Außenwirkungsfinalität ist insbesondere eines der Definitionsmerkmales des Verwaltungsaktes gemäß § 35 VwVfG. Ob einem Akt tatsächlich Außenwirkung zukommt ist dabei für den Verwaltungsaktscharakter nicht entscheidend. Der Akt muss hingegen „auf Außenwirkung gerichtet sein“.